# Gare de Magneux - Courlandon
La gare de Magneux - Courlandon est une gare ferroviaire française de la ligne de Soissons à Givet, située sur le territoire de la commune de Magneux, à proximité immédiate de Courlandon, dans le département de la Marne en région Grand Est. 
C'est une halte ferroviaire de la Société nationale des chemins de fer français (SNCF), desservie par des trains TER Grand Est.

## Situation ferroviaire
Établie à 68 m d'altitude, la gare de Magneux - Courlandon est située au point kilométrique (PK) 34,3 de la ligne de Soissons à Givet entre les gares de Fismes et de Breuil - Romain.

## Fréquentation
Selon les estimations de la SNCF, la fréquentation annuelle de la gare figure dans le tableau ci-dessous
.
| Année     | 2015   | 2016   | 2017   | 2018   | 2019   | 2020   | 2021   | 2022   | 2023   | 2024   |
| --------- | ------ | ------ | ------ | ------ | ------ | ------ | ------ | ------ | ------ | ------ |
| Voyageurs | 19 094 | 25 897 | 24 648 | 17 563 | 14 861 | 15 304 | 17 061 | 20 269 | 23 535 | 21 550 |

## Service des voyageurs

### Accueil
Halte SNCF, c'est un point d'arrêt non géré (PANG) à entrée libre.

### Desserte
Magneux - Courlandon est desservie par les trains du réseau TER Grand Est.

### Intermodalité
Un parking pour les véhicules est aménagé.